# نيك كارلسون
نيك كارلسون هو لاعب اللاكروس كندي، ولد في 19 مايو 1980 في نانيامو إي في كندا.